# Miejski Klub Sportowy Kalisz 2019-2020 (pallavolo)
Questa voce raccoglie le informazioni riguardanti il Miejski Klub Sportowy Kalisz nelle competizioni ufficiali della stagione 2019-2020.

## Organigramma societario
Area direttiva
- Presidente: Błażej Wojtyła

Area organizzativa
- General manager: Ivana Isailović

Area tecnica
- Allenatore: Jacek Pasiński
- Allenatore in seconda: Marcin Widera

## Rosa
| N° | Nome                 | Ruolo | Data di nascita   | Nazionalità sportiva |
| -- | -------------------- | ----- | ----------------- | -------------------- |
| 1  | Hillary Hurley       | S     | 7 novembre 1989   | Stati Uniti          |
| 2  | Katarzyna Wawrzyniak | P     | 14 marzo 1980     | Polonia              |
| 3  | Monika Martałek      | C     | 14 maggio 1990    | Polonia              |
| 5  | Małgorzata Jasek     | C     | 14 marzo 1995     | Polonia              |
| 6  | Anna Podolec         | O     | 30 ottobre 1985   | Polonia              |
| 7  | Adrianna Rybak       | C     | 29 settembre 2000 | Polonia              |
| 8  | Zuzanna Szperlak     | S     | 20 luglio 2000    | Polonia              |
| 9  | Weronika Centka      | C     | 6 settembre 2000  | Polonia              |
| 10 | Adela Helić          | O     | 24 febbraio 1990  | Serbia               |
| 11 | Adrianna Szady       | P     | 18 novembre 1991  | Polonia              |
| 12 | Jovana Vesović       | S     | 21 giugno 1987    | Serbia               |
| 14 | Ewelina Sieczka      | S     | 26 gennaio 1988   | Polonia              |
| 16 | Klaudia Kulig        | L     | 1º maggio 1997    | Polonia              |
| 17 | Ljubica Kecman       | S     | 10 dicembre 1993  | Serbia               |
| 18 | Justyna Łysiak       | L     | 20 gennaio 1999   | Polonia              |
| 21 | Julia Kontowicz      | P     | 9 marzo 2001      | Polonia              |
| -  | Julia Szczurowska    | O     | 29 luglio 2001    | Polonia              |
| -  | Marta Budnik         | C     | 6 marzo 2001      | Polonia              |
| -  | Zofia Szczotkiewicz  | P     | 10 luglio 2001    | Polonia              |
| -  | Paulina Damaske      | S     | 1º giugno 2001    | Polonia              |
| -  | Julia Mazur          | L     | 17 aprile 2001    | Polonia              |

## Risultati

### Liga Siatkówki Kobiet

#### Girone di andata
| 1ª giornata - 12 ottobre 2019 Łódź Sport Arena, Łódź  | ŁKS            | 3 - 0 | Kalisz             | 25-22, 25-23, 25-22               |
| 2ª giornata - 20 ottobre 2019 Łódź Sport Arena, Łódź  | Budowlani Łódź | 3 - 0 | Kalisz             | 28-26, 27-25, 25-19               |
| 3ª giornata - 28 ottobre 2019 Arena Kalisz, Kalisz    | Kalisz         | 3 - 1 | Radomka            | 25-18, 28-26, 23-25, 25-12        |
| 4ª giornata - 9 novembre 2019 Hala MOSiR, Piła        | PTPS           | 1 - 3 | Kalisz             | 25-20, 22-25, 23-25, 19-25        |
| 5ª giornata - 17 novembre 2019 Arena Kalisz, Kalisz   | Kalisz         | 3 - 1 | Legionovia         | 27-25, 25-18, 22-25, 25-21        |
| 6ª giornata - 25 novembre 2019 Hala Orbita, Breslavia | Wrocław        | 3 - 2 | Kalisz             | 25-19, 17-25, 15-25, 25-19, 15-12 |
| 7ª giornata - 30 novembre 2019 Arena Kalisz, Kalisz   | Kalisz         | 1 - 3 | Pałac Bydgoszcz    | 15-25, 30-28, 22-25, 20-25        |
| 8ª giornata - 7 dicembre 2019 Arena Ursynów, Varsavia | Wisła Warszawa | 2 - 3 | Kalisz             | 25-16, 24-26, 25-20, 20-25, 11-15 |
| 9ª giornata - 11 dicembre 2019 Arena Kalisz, Kalisz   | Kalisz         | 0 - 3 | Developres Rzeszów | 19-25, 22-25, 22-25               |
| 10ª giornata - 14 dicembre 2019 Hala Policach, Police | Chemik Police  | 3 - 0 | Kalisz             | 25-18, 25-23, 25-14               |
| 11ª giornata - 18 dicembre 2019 Arena Kalisz, Kalisz  | Kalisz         | 3 - 1 | BKS                | 8-25, 25-22, 26-24, 25-23         |

#### Girone di ritorno
| 12ª giornata - 2 novembre 2019 Arena Kalisz, Kalisz        | Kalisz             | 2 - 3 | ŁKS            | 25-22, 20-25, 27-25, 19-25, 5-15  |
| 13ª giornata - 13 novembre 2019 Arena Kalisz, Kalisz       | Kalisz             | 1 - 3 | Budowlani Łódź | 32-30, 19-25, 22-25, 18-25        |
| 14ª giornata - 20 gennaio 2020 Hala MOSiR, Radom           | Radomka            | 0 - 3 | Kalisz         | 20-25, 17-25, 25-27               |
| 15ª giornata - 25 gennaio 2020 Arena Kalisz, Kalisz        | Kalisz             | 2 - 3 | PTPS           | 23-25, 25-16, 22-25, 25-16, 15-17 |
| 16ª giornata - 29 gennaio 2020 Arena Legionowo, Legionowo  | Legionovia         | 3 - 1 | Kalisz         | 25-19, 18-25, 25-21, 25-22        |
| 17ª giornata - 3 febbraio 2020 Arena Kalisz, Kalisz        | Kalisz             | 3 - 2 | Wrocław        | 23-25, 24-26, 25-19, 25-19, 15-11 |
| 18ª giornata - 10 febbraio 2020 Hala Łuczniczka, Bydgoszcz | Pałac Bydgoszcz    | 3 - 0 | Kalisz         | 25-20, 25-19, 25-15               |
| 19ª giornata - 15 febbraio 2020 Arena Kalisz, Kalisz       | Kalisz             | 3 - 0 | Wisła Warszawa | 25-16, 25-22, 25-10               |
| 20ª giornata - 22 febbraio 2020 Hala Podpromie, Rzeszów    | Developres Rzeszów | 3 - 0 | Kalisz         | 25-19, 25-15, 25-22               |
| 21ª giornata - 26 febbraio 2020 Arena Kalisz, Kalisz       | Kalisz             | 1 - 3 | Chemik Police  | 25-22, 20-25, 23-25, 17-25        |
| 22ª giornata - 2 marzo 2020 Hala BKS Stal, Bielsko-Biała   | BKS                | 3 - 1 | Kalisz         | 26-24, 21-25, 29-27, 25-23        |

## Statistiche

### Statistiche di squadra
| Competizione          | Punti | In casa | In casa | In casa | In trasferta | In trasferta | In trasferta | Totale | Totale | Totale |
| Competizione          | Punti | G       | V       | P       | G            | V            | P            | G      | V      | P      |
| --------------------- | ----- | ------- | ------- | ------- | ------------ | ------------ | ------------ | ------ | ------ | ------ |
| Liga Siatkówki Kobiet | 25    | 11      | 5       | 6       | 11           | 3            | 8            | 22     | 8      | 14     |
| Totale                | -     | 11      | 5       | 6       | 11           | 3            | 8            | 22     | 8      | 14     |

G = partite giocate; V = partite vinte; P = partite perse

### Statistiche dei giocatori
| Giocatore        | Liga Siatkówki Kobiet | Liga Siatkówki Kobiet | Liga Siatkówki Kobiet | Liga Siatkówki Kobiet | Liga Siatkówki Kobiet | Totale | Totale | Totale | Totale | Totale |
| Giocatore        | P                     | PT                    | AV                    | MV                    | BV                    | P      | PT     | AV     | MV     | BV     |
| ---------------- | --------------------- | --------------------- | --------------------- | --------------------- | --------------------- | ------ | ------ | ------ | ------ | ------ |
| M. Budnik        | 0                     | 0                     | 0                     | 0                     | 0                     | 0      | 0      | 0      | 0      | 0      |
| W. Centka        | 21                    | 158                   | 117                   | 33                    | 8                     | 21     | 158    | 117    | 33     | 8      |
| P. Damaske       | 0                     | 0                     | 0                     | 0                     | 0                     | 0      | 0      | 0      | 0      | 0      |
| A. Helić         | 22                    | 310                   | 255                   | 37                    | 18                    | 22     | 310    | 255    | 37     | 18     |
| H. Hurley        | 20                    | 208                   | 177                   | 22                    | 9                     | 20     | 208    | 177    | 22     | 9      |
| M. Jasek         | 22                    | 65                    | 38                    | 19                    | 8                     | 22     | 65     | 38     | 19     | 8      |
| L. Kecman        | 2                     | 13                    | 12                    | 1                     | 0                     | 2      | 13     | 12     | 1      | 0      |
| J. Kontowicz     | 2                     | 0                     | 0                     | 0                     | 0                     | 2      | 0      | 0      | 0      | 0      |
| K. Kulig         | 21                    | 0                     | 0                     | 0                     | 0                     | 21     | 0      | 0      | 0      | 0      |
| J. Łysiak        | 22                    | 0                     | 0                     | 0                     | 0                     | 22     | 0      | 0      | 0      | 0      |
| M. Martałek      | 22                    | 243                   | 166                   | 66                    | 11                    | 22     | 243    | 166    | 66     | 11     |
| J. Mazur         | 0                     | 0                     | 0                     | 0                     | 0                     | 0      | 0      | 0      | 0      | 0      |
| A. Podolec       | 11                    | 13                    | 12                    | 1                     | 0                     | 11     | 13     | 12     | 1      | 0      |
| A. Rybak         | 7                     | 0                     | 0                     | 0                     | 0                     | 7      | 0      | 0      | 0      | 0      |
| E. Sieczka       | 18                    | 108                   | 91                    | 15                    | 2                     | 18     | 108    | 91     | 15     | 2      |
| A. Szady         | 22                    | 44                    | 10                    | 16                    | 18                    | 22     | 44     | 10     | 16     | 18     |
| Z. Szczotkiewicz | 0                     | 0                     | 0                     | 0                     | 0                     | 0      | 0      | 0      | 0      | 0      |
| J. Szczurowska   | 0                     | 0                     | 0                     | 0                     | 0                     | 0      | 0      | 0      | 0      | 0      |
| Z. Szperlak      | 12                    | 30                    | 26                    | 3                     | 1                     | 12     | 30     | 26     | 3      | 1      |
| J. Vesović       | 16                    | 173                   | 150                   | 17                    | 6                     | 16     | 173    | 150    | 17     | 6      |
| K. Wawrzyniak    | 15                    | 3                     | 0                     | 2                     | 1                     | 15     | 3      | 0      | 2      | 1      |

P = presenze; PT = punti totali; AV = attacchi vincenti; MV = muri vincenti; BV = battute vincenti